# Alfred Hitchcocks filmografi

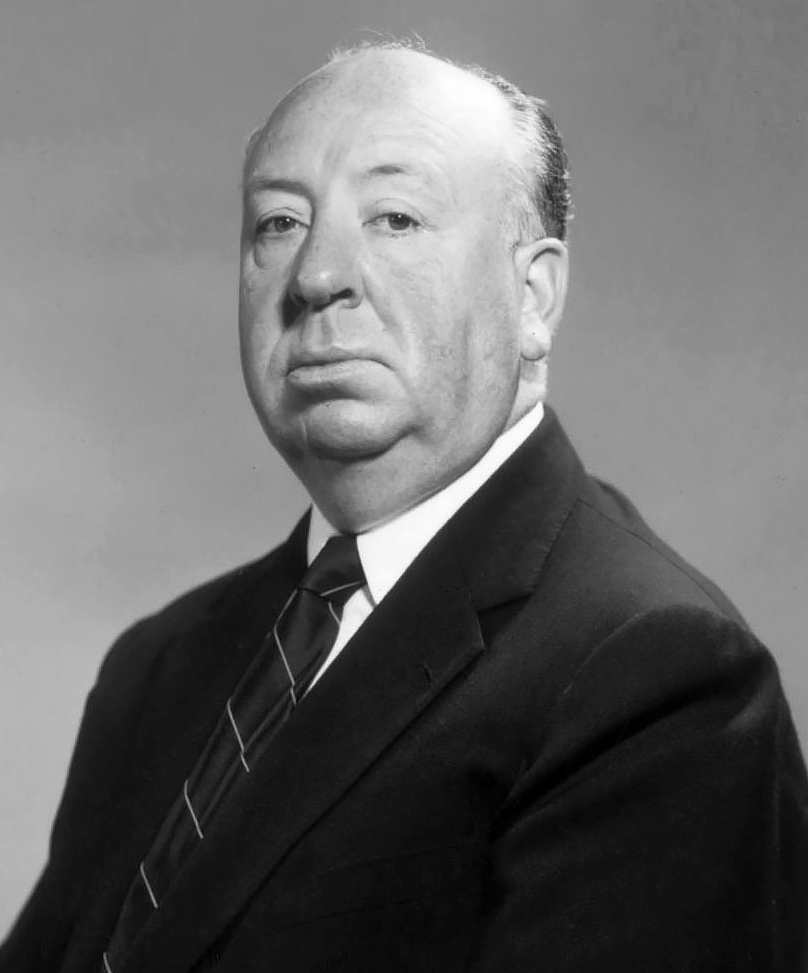
Alfred Hitchcock 1955.

Alfred Hitchcock (1899-1980) var en engelsk regissör och filmskapare, allmänt känd som "The Master of Suspense", på grund av sina innovativa filmtekniker i thrillers. Han började sin karriär inom den brittiska filmindustrin som titeldesigner och reklamformgivare för ett antal stumfilmer under det tidiga 1920-talet. Han gjorde debut som filmregissör 1925 med filmen Lustgården, som kom att följas av The Lodger: A Story of the London Fog, vilket var Hitchcocks första kommersiella och kritikerframgång. Den innehöll många av de tematiska element som hans filmer skulle komma att bli kända för, som en oskyldig man på flykt. Den innehöll också hans första cameoroll. Två år senare regisserade han Utpressning (1929), vilket var hans första ljudfilm. År 1940 övergick Hitchcock till Hollywood-produktioner, den första var den psykologiska thrillern Rebecca (1940), vilken följdes av filmer som Notorious! (1946), Främlingar på tåg (1951) och Fönstret åt gården (1954).

## Film
| Titel                                     | År   | Krediterad som | Krediterad som  | Krediterad som | Krediterad som | Noteringar | Ref |
| Titel                                     | År   | Regissör       | Manusförfattare | Producent      | Övrigt         | Noteringar | Ref |
| ----------------------------------------- | ---- | -------------- | --------------- | -------------- | -------------- | --- | --- |
| The Great Day                             | 1920 |                |                 |                | Ja             | Titeldesigner Kortfilm Förlorad film                                                                                 |     |
| The Call of Youth                         | 1921 |                |                 |                | Ja             | Titeldesigner Kortfilm Förlorad film                                                                                 |     |
| Appearances                               | 1921 |                |                 |                | Ja             | Titeldesigner Förlorad film                                                                                          |     |
| The Mystery Road                          | 1921 |                |                 |                | Ja             | Titeldesigner Förlorad film                                                                                          |     |
| The Princess of New York                  | 1921 |                |                 |                | Ja             | Titeldesigner Förlorad film                                                                                          |     |
| Dangerous Lies                            | 1921 |                |                 |                | Ja             | Titeldesigner Förlorad film                                                                                          |     |
| The Bonnie Brier Bush                     | 1921 |                |                 |                | Ja             | Titeldesigner Förlorad film                                                                                          |     |
| Three Live Ghosts                         | 1922 |                |                 |                | Ja             | Reklamformgivare och titeldesigner                                                                                   |     |
| Love's Boomerang                          | 1922 |                |                 |                | Ja             | Titeldesigner Förlorad film                                                                                          |     |
| The Spanish Jade                          | 1922 |                |                 |                | Ja             | Reklamformgivare och titeldesigner Förlorad film                                                                     |     |
| The Man from Home                         | 1922 |                |                 |                | Ja             | Reklamformgivare och titeldesigner                                                                                   |     |
| Tell Your Children                        | 1922 |                |                 |                | Ja             | Reklamformgivare och titeldesigner Förlorad film                                                                     |     |
| Number 13                                 | 1922 | Ja             |                 |                |                | Förlorad film Ofullbordad                                                                                            |     |
| Always Tell Your Wife                     | 1923 | Ja             |                 |                | Ja             | Medregissör (ej krediterad) och produktionsledare Kortfilm Delvis förlorad film                                      |     |
| Woman to Woman                            | 1923 |                | Ja              |                | Ja             | Regiassistent, manusbearbetning och reklamformgivare Förlorad film                                                   |     |
| The White Shadow                          | 1923 |                | Ja              |                | Ja             | Amerikansk titel: White Shadows Regiassistent, manusbearbetning och reklamformgivare Delvis förlorad film            |     |
| The Passionate Adventure                  | 1924 |                | Ja              |                | Ja             | Regiassistent, manusbearbetning och reklamformgivare                                                                 |     |
| The Blackguard                            | 1925 |                | Ja              |                | Ja             | Tysk titel: Die Prinzessin und der Geiger (The Princess and the Violinist) Regiassistent, manus och reklamformgivare |     |
| Lustgården                                | 1925 | Ja             |                 |                |                | Tysk titel: Irrgarten der Leidenschaft (Maze of Passion)                                                             |     |
| The Prude's Fall                          | 1925 |                | Ja              |                | Ja             | Amerikansk titel: Dangerous Virtue Regiassistent, manus och reklamformgivare Delvis förlorad film                    |     |
| The Mountain Eagle                        | 1926 | Ja             |                 |                |                | Förlorad film Tysk titel: Der Bergadler                                                                              |     |
| The Lodger: A Story of the London Fog     | 1927 | Ja             |                 |                |                | Amerikansk titel: The Case of Jonathan Drew                                                                          |     |
| Cirkusboxaren                             | 1927 | Ja             | Ja              |                |                | Manusförfattare |     |
| Downhill                                  | 1927 | Ja             |                 |                |                | Amerikansk titel: When Boys Leave Home                                                                               |     |
| Olovlig kärlek                            | 1928 | Ja             |                 |                |                | |     |
| The Farmer's Wife                         | 1928 | Ja             |                 |                |                | |     |
| Champagne                                 | 1928 | Ja             | Ja              |                |                | Manusförfattare |     |
| Manxmannen                                | 1929 | Ja             |                 |                |                | |     |
| Utpressning                               | 1929 | Ja             | Ja              |                |                | Finns både i stum- och ljudfilmsversion                                                                              |     |
| An Elastic Affair                         | 1930 | Ja             |                 |                |                | Kortfilm Förlorad film                                                                                               |     |
| Elstree Calling                           | 1930 | Ja             |                 |                |                | Medregissör |     |
| Juno och påfågeln                         | 1930 | Ja             |                 |                |                | |     |
| Mord                                      | 1930 | Ja             | Ja              |                |                | Manusförfattare |     |
| Hämndens timme                            | 1931 | Ja             | Ja              |                |                | Manusförfattare |     |
| Mary                                      | 1931 | Ja             |                 |                |                | Tyskspråkig version av Mord med tyska skådespelare                                                                   |     |
| Öster om Shanghai                         | 1931 | Ja             | Ja              |                |                | Manusförfattare |     |
| Nummer 17                                 | 1932 | Ja             | Ja              |                |                | Manusförfattare |     |
| Lord Camber's Ladies                      | 1932 |                |                 | Ja             |                | |     |
| Waltzes from Vienna                       | 1934 | Ja             |                 |                |                | Amerikansk titel: Strauss' Great Waltz / The Strauss Waltz                                                           |     |
| Mannen som visste för mycket              | 1934 | Ja             |                 |                |                | |     |
| De 39 stegen                              | 1935 | Ja             |                 |                |                | |     |
| Spioner i hälarna                         | 1936 | Ja             |                 |                |                | |     |
| Fåglarna sjunga klockan 1.45              | 1936 | Ja             |                 |                |                | Amerikansk titel: The Woman Alone                                                                                    |     |
| Ung och oskyldig                          | 1937 | Ja             |                 |                |                | Amerikansk titel: The Girl Was Young                                                                                 |     |
| En dam försvinner                         | 1938 | Ja             |                 |                |                | |     |
| Värdshuset Jamaica                        | 1939 | Ja             |                 |                |                | |     |
| Rebecca                                   | 1940 | Ja             |                 |                |                | |     |
| Utrikeskorrespondenten                    | 1940 | Ja             |                 |                |                | |     |
| Lika barn leka bäst                       | 1941 | Ja             |                 |                |                | |     |
| Illdåd planeras?                          | 1941 | Ja             |                 |                |                | |     |
| Sabotör                                   | 1942 | Ja             |                 |                |                | |     |
| Skuggan av ett tvivel                     | 1943 | Ja             |                 |                |                | |     |
| Livbåt                                    | 1944 | Ja             |                 |                |                | |     |
| The Fighting Generation                   | 1944 | Ja             |                 |                |                | Amerikansk propagandakortfilm                                                                                        |     |
| Trollbunden                               | 1945 | Ja             |                 |                |                | |     |
| Notorious!                                | 1946 | Ja             |                 | Ja             |                | |     |
| En kvinnas hemlighet                      | 1947 | Ja             |                 |                |                | |     |
| Repet                                     | 1948 | Ja             |                 | Ja             |                | Medproducent |     |
| Under Capricorn                           | 1949 | Ja             |                 | Ja             |                | Medproducent |     |
| Rampfeber                                 | 1950 | Ja             |                 | Ja             |                | |     |
| Främlingar på tåg                         | 1951 | Ja             |                 | Ja             |                | |     |
| Jag bekänner                              | 1953 | Ja             |                 | Ja             |                | |     |
| Slå nollan till polisen                   | 1954 | Ja             |                 | Ja             |                | Filmad i 3D |     |
| Fönstret åt gården                        | 1954 | Ja             |                 | Ja             |                | |     |
| Ta fast tjuven                            | 1955 | Ja             |                 | Ja             |                | |     |
| Ugglor i mossen                           | 1955 | Ja             |                 | Ja             |                | |     |
| Mannen som visste för mycket              | 1956 | Ja             |                 | Ja             |                | |     |
| Fel man                                   | 1956 | Ja             |                 | Ja             |                | |     |
| Studie i brott                            | 1958 | Ja             |                 | Ja             |                | |     |
| I sista minuten                           | 1959 | Ja             |                 | Ja             |                | |     |
| Psycho                                    | 1960 | Ja             |                 | Ja             |                | |     |
| Fåglarna                                  | 1963 | Ja             |                 | Ja             |                | |     |
| Marnie                                    | 1964 | Ja             |                 | Ja             |                | |     |
| En läcka i ridån                          | 1966 | Ja             |                 | Ja             |                | |     |
| Topaz                                     | 1969 | Ja             |                 | Ja             |                | |     |
| Frenzy                                    | 1972 | Ja             |                 | Ja             |                | Svensk titel vid nypremiär: Vanvett                                                                                  |     |
| Arvet                                     | 1976 | Ja             |                 | Ja             |                | |     |
| Bon Voyage                                | 1993 | Ja             |                 |                |                | Franskspråkig propagandakortfilm Filmad 1944 men först släppt 1993                                                   |     |
| Aventure Malgache                         | 1993 | Ja             |                 |                |                | Franskspråkig propagandakortfilm Filmad 1944 men först släppt 1993                                                   |     |
| German Concentration Camps Factual Survey | 2014 |                |                 |                | Ja             | Treatment advisor Dokumentär Filmad 1945 men först släppt 2014                                                       |     |

## TV
| Titel                        | År        | Roll | Nätverk | Noteringar                                                                                                 | Ref |
| ---------------------------- | --------- | ---- | ------- | --- | --- |
| Alfred Hitchcock presenterar | 1955–1962 | Värd | CBS NBC | 17 avsnitt (regissör)                                                                                      |     |
| The Alfred Hitchcock Hour    | 1962–1965 | Värd | CBS NBC | 1 avsnitt (regissör)                                                                                       |     |
| Suspicion                    | 1957      | —    | NBC     | Avsnitt: "Four O'Clock" (regissör och producent)                                                           |     |
| Startime                     | 1960      | —    | NBC     | Avsnitt: "Incident at a Corner" (regissör och producent) Enda TV-programmet i färg regisserat av Hitchcock |     |
| Alcoa Premiere               | 1962      | —    | ABC     | Avsnitt: "The Jail" (exekutiv producent)                                                                   |     |